# Das Mädchen, das durch die Zeit sprang
Das Mädchen, das durch die Zeit sprang (jap. 時をかける少女 Toki o kakeru shōjo, oder auch kurz Tokikake) ist ein Anime des Animationsstudios Madhouse aus dem Jahr 2006. Er basiert auf dem gleichnamigen Roman von Yasutaka Tsutsui.

## Handlung
Der Anime beginnt mit einer Traumszene der 17-jährigen Makoto Konno. In dieser spielt sie wie gewöhnlich zusammen mit ihren Freunden Chiaki Mamiya und Kōsuke Tsuda Baseball. Mit beiden ist Makoto eng befreundet, alle drei sind im selben Alter. Aus ihrem Traum wird sie unsanft durch einen vom Himmel fallenden Wecker geweckt und muss feststellen, dass sie mal wieder verschlafen hat. So eilt sie wie gewöhnlich mit ihrem Fahrrad zur Schule und schafft es, gerade noch rechtzeitig anzukommen. In der Schule wird sie zusammen mit ihren Freunden und restlichen Klassenkameraden überrascht, einen Test schreiben zu müssen. Wie gewöhnlich schneidet Makoto sehr schlecht dabei ab, während Chiaki schnell fertig ist und schläft. In der Folge wird sie durch ihren Schulalltag begleitet, bei dem ihr immer wieder etliche Missgeschicke passieren.
Als sie im Vorbereitungsraum einen Stapel von Dokumenten ablegen soll, wird sie vom Schatten einer sich im Raum befindenden Person erschreckt und fällt dabei auf ein wie eine Walnuss aussehendes Objekt. Dieses überträgt ihr die Fähigkeit für eine begrenzte Zahl Zeitsprünge in die Vergangenheit. Noch ahnungslos begibt sich Makoto mit dem Rad auf den Heimweg. Bei ihrer Fahrt reißt jedoch der Bowdenzug für die Bremsen und so rast sie ungebremst einen Abhang hinunter, an dessen Ende sich die Schranken eines Bahnübergangs bereits geschlossen haben. Viel zu schnell geworden, um noch abspringen zu können, prallt Makoto gegen die Schranken und fliegt mit ihrem Rad auf die Fahrbahn, wo in diesem Moment der Zug eintrifft.
Eigentlich tot, findet sich Makoto jedoch umgehend einige Zeit vor dem Unfall am oberen Ende des Hanges wieder vor und erhält eine neue Chance, ihr Unglück abzuwenden. Bald darauf lernt sie, ihre Fähigkeit, bei größeren Zusammenstößen oder Stürzen in der Zeit zurückzureisen, bewusst einzusetzen. Sie nutzt diese Fähigkeit dazu, peinliche Erlebnisse rückgängig zu machen, pünktlich in der Schule zu sein und gute Noten zu schreiben. Mit der Zeit jedoch verändern sich die Dinge zum Schlechten. Sie bemerkt, dass ihre Eingriffe in die Zeit für andere Menschen ebenfalls Auswirkungen haben.
Sie verkuppelt Kōsuke mit einem Mädchen, das ihm seine Liebe gesteht. Als Chiaki Makoto ebenfalls seine Liebe erklärt, ist sie zunächst erschrocken und versucht, dieses Geständnis zunächst durch mehrfaches Zurücksetzen der Zeit wieder rückgängig zu machen, akzeptiert es jedoch danach und entwickelt ebenfalls Gefühle für ihn. Währenddessen leiht sich Kōsuke Makotos Fahrrad und gelangt an denselben Abhang wie Makoto, rast auf die Bahnlinie zu und stürzt wegen der kaputten Bremsen auf die Schienen. Chiaki verbraucht seinen letzten Sprung um Kōsuke zu retten.
Es stellt sich heraus, dass Chiaki ein Junge aus der Zukunft ist und dass es ein Missgeschick seinerseits war, durch welches Makoto die Fähigkeit zu Zeitreisen erhalten hat. Er ist selbst in der Zeit zurückgereist, um ein Bild zu sehen, das es in seiner Zukunft nicht mehr gibt. Das Bild ist gerade in Restaurierung. Jedoch kann Chiaki nicht mehr in die Zukunft zurückkehren, weil er durch die Rettung von Kōsuke die feststehende Anzahl seiner Zeitsprünge aufgebraucht hat. Chiaki verschwindet nach dieser Erklärung. Makoto erkennt jedoch, dass sie durch Chiakis Sprung selbst wieder einen Sprung übrig hat. Sie reist in die nahe Vergangenheit zurück und erzählt dort dem Chiaki aus dieser Gegenwart, dass sie von allem weiß. Auch Chiaki hat durch Makotos Sprung wiederum seinen letzten Sprung zurückerhalten und kehrt mit den Worten „Ich werde in meiner Zukunft auf dich warten“ in seine eigene Gegenwart zurück.

## Entstehung
Satoko Okudera schrieb das Drehbuch auf Grundlage von Yasutaka Tsutsuis 1967 erschienenem Roman. Dieser spielt nicht zur selben Zeit wie der Film. Der Roman ist zwanzig Jahre früher in der Zeit angesiedelt, jedoch in der gleichen Umgebung.
Als Charakterdesigner wurde Yoshiyuki Sadamoto engagiert, der für seine Arbeit an Serien wie Die Macht des Zaubersteins und Neon Genesis Evangelion bekannt wurde. Die künstlerische Leitung lag bei Nizō Yamamoto.

### Synchronsprecher
| Rolle            | Japanischer Sprecher (Seiyū) | Deutscher Sprecher |
| ---------------- | ---------------------------- | ------------------ |
| Makoto Konno     | Riisa Naka                   | Anne Helm          |
| Chiaki Mamiya    | Takuya Ishida                | Daniel Schlauch    |
| Kōsuke Tsuda     | Mitsutaka Itakura            | Norman Matt        |
| Yuri Hayakawa    | Ayami Kakiuchi               | Catrin Dams        |
| Kaho Fujitani    | Mitsuki Tanimura             | Rubina Kuraoka     |
| Kazuko Yoshiyama | Sachie Hara                  | Silke Matthias     |
| Miyuki Konno     | Yuki Sekido                  | Libell Barthel     |
| Fukushima-sensei | Fumihiko Tachiki             | Oliver Siebeck     |
| Katou            | Takayuki Sorita              | Tobias Nath        |
| Mutter           | Midori Andō                  | Ulrike Stürzbecher |
| Moriko Uesugi    | Shihori Yokohari             | Kathrin Neusser    |
| Sekimi Nowake    | Sonoka Matsuoka              | Susanne Kaps       |
| Vater            | Utawaka Katsura              | Stefan Staudinger  |

### Musik
Die Musik im Film stammt von Kiyoshi Yoshida, Hanako Oku und Johann Sebastian Bach.

## Veröffentlichungen
Der Anime wurde ab 15. Juli 2006 in wenigen Kinos in Japan vorgeführt. Dadurch wurden ungefähr 300 Millionen Yen eingenommen. Im Gegensatz zu Die Chroniken von Erdsee, der zur etwa selben Zeit startete, wurde für diesen Anime kaum Werbung gemacht.
Im Rahmen mehrerer Festivals wurde der Film auch in Deutschland in den Kinos gezeigt, u. a. beim Internationalen Trickfilm Festival 2007 in Stuttgart. Am 24. September 2007 wurde der Film beim Anime-Label Anime Virtual auf DVD veröffentlicht. Am 25. Juni 2010 erschien eine Blu-ray-Version unter dem Label Kazé. Am 21. Juli 2010 wurde er im Rahmen einer Trickfilmereihe auf dem TV-Sender 3sat ausgestrahlt. Es folgten Wiederholungen bei ZDFkultur und Super RTL.
2004 erschien ein zweibändiger Manga namens Toki o Kakeru Shōjo – Tokikake (時をかける少女 -TOKIKAKE-) mit dem Text von Yasutaka Tsutsui und den Illustrationen von Gaku Tsugano.

## Rezeption

### Kritiken
“Animated combo of laughs and life lessons charts its heroine’s adventures in such an accessible and cheery way, it’s easy to imagine her leaping into a Stateside remake.”

„Die animierte Aneinanderreihung von Lachern und Lebensweisheiten zeigt die Abenteuer der Heldin in solch zugänglicher und vergnügter Weise, dass es vorstellbar ist, dass plötzlich ein US-amerikanisches Remake auftaucht.“

„Das Mädchen, das durch die Zeit sprang präsentiert sich als gelungene Mischung aus Lachen und Weinen. Dabei peilt der Film in erster Linie natürlich ein jugendliches weibliches Publikum an. Aber auch jeder andere Anime-Fan, der sich auf den Mix aus Teenie-Drama, romantischer Komödie und Zeitreise-Fantasy einlässt, dürfte sich von der locker-flockigen Art des Films extrem gut unterhalten fühlen.“

„Ungeachtet der handwerklich versierten, traditionellen Form eines 2-D-Trickfilms ist die Charakterzeichnung der Protagonisten von erstaunlicher Tiefe und die Geschichte über erste Liebe und andere Probleme von kitschfreier Ehrlichkeit. Die Verquickung von Science-Fiction-Film und Melodram verleiht dem Anime eine nachhaltige Spannung.“

„Regisseur Mamoru Hosoda […] schafft […] den Sprung zu einem wundervollen Kinderfilm, der mit viel Witz, aber auch mit dem nötigen Ernst die Gefühlswelt einer Jugendlichen aufzeigt, indem er sie in eine Fantasystory verpackt.“

### Auszeichnungen
Das Mädchen, das durch die Zeit sprang hat an verschiedenen internationalen Filmfestivals teilgenommen und dabei folgende Preise erhalten:
- 2006
  - Sitges Festival Internacional de Cinema de Catalunya – Bester animierter Film
  - Mainichi Eiga Concours – Großer Animationspreis
  - Japan Media Arts Festival – Großer Preis in der Animationskategorie[6]
  - Hochi Film Award – Sonderpreis
- 2007
  - Tōkyō Kokusai Anime Fair – Anime des Jahres, Beste Regie, Beste Originalgeschichte, Bestes Drehbuch, Bestes Szenenbild, Bestes Charakterdesign
  - Japanese Academy Awards – Bester Animationsfilm[1]
  - Festival d’Animation Annecy – Sonderpreis
  - Seiun-Preis – Medienpreis